# Moslem Eskandar Filabi
Moslem Eskandar Filabi (pers. مسلم اسکندر فيلابی; ur. 26 marca 1944 w Filab) – irański zapaśnik w stylu wolnym. Trzykrotny olimpijczyk. Czwarty w Monachium 1972, siódmy w Montrealu 1976. Odpadł w eliminacjach turnieju w Meksyku 1968. Startował w kategorii półciężkiej i ciężkiej.
Trzykrotny uczestnik mistrzostw świata; czwarty w 1971; piąty w 1969 i 1973. Zdobył cztery złote medale na igrzyskach azjatyckich, w 1966, 1970 i w 1974 w obu stylach.